# Antonio Yanakis
Antonio Yanakis, né le 6 juillet 1922 et mort le 21 novembre 1997, est un industriel et un homme politique canadien.

## Biographie
Né à Montréal, Antonio Yanakis travailla comme industriel après avoir obtenu un baccalauréat en commerce de l'Université McGill de Montréal. Il entame sa carrière politique en devenant maire de la municipalité de Saint-Gabriel-de-Brandon dans Lanaudière de 1960 à 1963. Il devint député fédéral de la circonscription de Berthier—Maskinongé—de Lanaudière pour le compte du Parti libéral du Canada en 1965. Réélu dans Berthier en 1968, 1972, 1974 et dans Berthier—Maskinongé en 1979 et en 1980, il est défait dans Berthier—Maskinongé—de Lanaudière en 1984 et dans Berthier—Montcalm en 1988.
Durant sa longue carrière politique, il fut secrétaire parlementaire du ministre du Travail de 1981 à 1983.